# Potamites apodemus
Potamites apodemus là một loài thằn lằn trong họ Gymnophthalmidae. Loài này được Uzzell mô tả khoa học đầu tiên năm 1966.